# Johann Ludolph Quenstedt
Johann Ludolph Quenstedt (* 30. Oktober 1663 in Wittenberg; † 11. September 1714 ebenda) war ein deutscher Buchhändler und der erste Oberbürgermeister der Stadt Wittenberg.

## Leben
Quenstedt war der Sohn des Theologieprofessors an der Leucorea Johann Andreas Quenstedt. Er wurde Buchhändler und führte außerhalb von Wittenberg seine Geschäfte. 1690 wurde er in Wittenberg Ratsmitglied als Assessor und Bauherr, 1693 Vorsteher des Gotteskastens und 1702 Bürgermeister der Stadt. Am 25. März 1703 erhielt er auf besondere kurfürstliche Anordnung den Titel eines Oberbürgermeisters, der damit erstmals in Wittenberg verliehen wurde.
1698 baute Quenstedt das Pfarrhaus auf dem Stadtkirchplatz in Wittenberg aus (das heutige Bugenhagenhaus) und errichtete 1702 im Grauen Kloster ein Waisenhaus, das 1760 im Siebenjährigen Krieg durch den Beschuss Wittenbergs zerstört wurde. Im Jahre 1703 wurde Johann Ludolf Quenstedt Accise-Kommissar. Als solcher starb er 1714 im Alter von nahezu 51 Jahren.